# De 39 stegen (film, 1959)
De 39 stegen (originaltitel: The 39 Steps) är en brittisk thrillerfilm från 1959. i regi av Ralph Thomas. Den är producerad av Betty E. Box och har Kenneth More och Taina Elg i huvudrollerna. Filmen är en nyinspelning av Alfred Hitchcocks film från 1935 med samma titel, löst baserad på romanen från 1915 av John Buchan.